# Nysvenska rörelsen
Nysvenska rörelsen (NSR) var en fascistisk och korporativistisk nationalistisk politisk rörelse i Sverige grundad 1930 av Per Engdahl, som ledde rörelsen fram till sin död 1994. NSR betonade Sveriges särart och den storhet man anser att den svenska historien har. Som ett exempel på stöd för den äldre svenska kungamakten antog rörelsen en logotyp bestående av en vapensköld som bär en vase som sköldemärke.
År 1941 bildades organisationen Svensk Opposition av Per Engdahl efter en brytning mellan Engdahls anhängare och Sveriges nationella förbund. Engdahl betecknade organisationens ideologi som nysvenskhet. Under mellankrigstiden och andra världskriget tog man Nazitysklands parti och under denna period var rörelsens politik också tydligt inspirerad av nazismen. 
På 1950-talet försökte Per Engdahl att bilda en europeisk sammanslutning av fascistiska partier och grupper, den så kallade European Social Movement (ESM) eller Malmörörelsen.
Nysvenska rörelsen gav ut tidningen Vägen Framåt från 1932 till 1992. Rörelsen ger ut tidskriften Nonkonform.

## Historia
Den 28 oktober 1930 bildades studentföreningen Det Nya Sverige i Uppsala av sju studenter, bland andra Per Engdahl och Dagmar Cederberg. Föreningen Det Nya Sverige var en organisatorisk föregångare till det som senare skulle utvecklas till Nysvenska rörelsen. Föreningen Det Nya Sverige kallade sin nationalistiska ideologi för nysvenskhet. Genom benämningen nysvenskhet ville föreningen på pappret och i propagandan dels markera mot fascism och nationalsocialism därför att man påstod sig vara diktaturmotståndare och på grund av att man menade att den svenska nationens historiska förutsättningar var unika och att Sverige därför inte var lämpat för utländsk import, dels markera mot nationalkonservatism eftersom nysvenskarna ville genomföra en radikal social omvälvning i samhället i form av korporativism och eftersom man ville att svensk tradition skulle vara "stadd i ständig förnyelse". Föreningen Det Nya Sverige hade flera medlemmar som senare skulle inneha höga ämbeten i Sverige till exempel Bengt Petri och Birgit Rodhe.
Nysvenska rörelsen fick småningom sitt starka fäste i Malmö. Nysvenska rörelsens tidning Vägen Framåt började utges 1932. År 1937 slogs Nysvenska rörelsen samman med Sveriges Nationella Förbund men splittrades igen 1941. Samma år som splittringen ägde rum skrev Per Engdahl ett öppet brev till regeringen där han krävde solidaritet med Finland och ett bättre förhållande till Tyskland. Sedan bildade Per Engdahl organisationen Svensk Opposition som hade en nysvensk ideologi. Enligt Riksarkivet hade Svensk Opposition 8632 medlemmar 1941. Under andra världskriget tog Nysvenska rörelsen parti för axelmakterna i sin tidning Vägen Framåt även om man markerade viss självständighet. Efter andra världskrigets slut hjälpte rörelsen flyende nazistkollaboratörer som deltog i Förintelsen och utrotningar som Nazityskland begick på Östfronten mot slaver och judar, för att förhindra att dessa krigsförbrytare blev utlämnade till Sovjetunionen där de var efterlysta för brott mot mänskligheten.
Verksamheten med att hjälpa nazistkollaborerande flyktingar hade gjort Nysvenska rörelsen känd i Europa bland fascister och extremnationalistiska grupper, bland annat nyfascistiska terrorgrupper i Italien. På grund av detta blev Nysvenska rörelsen 1950 inbjuden att skicka en delegation till en nationalistisk kongress i Rom. På Romkongressen antogs en gemensam europeisk ideologi med utgångspunkt i ett tio punkter långt Europaprogram författat av Nysvenska rörelsens ledare Per Engdahl. Man bestämde också att nästa nationalistkongress skulle hållas i Malmö. Malmökongressen sammanträffade den 12 maj 1951 och behandlade samarbete mellan nationalister från olika delar av Europa. I samband med Malmökongressen bildades ett nätverk av europeiska nationalister som kom att kallas Malmörörelsen. Malmörörelsens mål var "ett förenat, alliansfritt, korporativt Europeiskt rike, fädernesländernas Europa".

## Organisation
Nysvenska rörelsen leddes av Per Engdahl fram till dennes död den 4 maj 1994. Efter hans bortgång suspenderade Nysvenska rörelsen stadgarna som reglerade riksordförande, riksstämma och kretsorganisation. Kvar finns ortsförbund och förbundsråd. Det är förbundsrådet som för närvarande leder Nysvenska rörelsen.

## Ideologi
Nysvenska rörelsens ideologi kallas för nysvenskhet. Nysvenskheten har tre huvudsakliga komponenter: fascismens och nazismens korporativism, samnationalism och vad de själva som propagandaord kallade för "ny humanism". Historiker och forskare har konstaterat att i Nysvenska rörelsen fanns föreställningar som bland naziströrelser benämns som etnopluralistiska, vilket är en nynazistisk rasideologisk term för förespråkande av så kallad "raslig renhet" genom att alla folkslag i världen borde hållas separerade och så existera i sina egna nationer utan att blanda sig med varandra.

## Kända medlemmar
- Sven Davidson (1931-2005), ordförande i Bevara Sverige Svenskt och ledamot i Sverigedemokraternas första partistyrelse.
- Ingvar Kamprad (1926-2018), grundare av möbelkedjan IKEA, var medlem på 1940-talet.[13]
- Johnny Bode (1912-1983), artist och kompositör.
- Hans Deutgen (1917-1989) svensk flerfaldig världsmästare i bågskytte[14]
- Birgit Rodhe (1915-1998), politiker (Folkpartiet) och skolminister (1978-1979)
- Bernt Wrange (1919-2012), stadsarkitekt i ett flertal svenska städer[9]

### Fotnoter
1. ↑  ”Arkiverade kopian”. Arkiverad från originalet den 20 mars 2015. https://web.archive.org/web/20150320131807/http://nysvenskarna.se/enter.php?kontakt. Läst 14 maj 2015.
2. 1 2 3 4 5 6 7 8 9 10  ”Nysvenska Rörelsens presentation” (PDF). Nysvenska Rörelsen. 6 februari 2013. Arkiverad från originalet den 2 oktober 2013. https://web.archive.org/web/20131002204147/http://www.nysvenskarna.se/pdf/Nysvenska_Rorelsens_presentation.pdf. Läst 30 september 2013.
3. ↑  Widfeldt, Anders (2010). ”A fourth phase of the extreme right? Nordic immigration-critical parties in a comparative context”. NORDEUROPAforum. http://edoc.hu-berlin.de/nordeuropaforum/2010-1/widfeldt-anders-7/XML/. Läst 30 september 2013. ISSN 1863-639X
4. ↑  Engdahl, P (1979): ”Fribytare i folkhemmet”, Cavefors, sid. 85.
5. 1 2  Engdahl, P (1979): ”Fribytare i folkhemmet”, Cavefors, sid. 84.
6. ↑  Who Were the Fascists? Social Roots of European Fascism. Stein Ugelvik Larsen.
7. ↑  Engdahl, P (1979): ”Fribytare i folkhemmet”, Cavefors, sid. 86.
8. 1 2 3  ”Nysvenska Rörelsens historia” (PDF). Nysvenska Rörelsen. 26 juli 2009. Arkiverad från originalet den 4 mars 2016. https://web.archive.org/web/20160304220727/http://www.nysvenskarna.se/pdf/Nysvenska_rorelsens_historia.pdf. Läst 30 september 2013.
9. 1 2  Hübinette, Tobias (27 december 2004). ”Svensk Opposition: 8632 medlemmar 1941” (PDF). http://www.tobiashubinette.se/so.pdf. Läst 30 september 2013.
10. ↑  Den svenska fascismens historia
11. ↑  Who Were the Fascists?: Social Roots of European Fascism. Stein Ugelvik Larsen.
12. ↑  Wasniowski 2017
13. ↑  "Svensk överklass och högerextremism under 1900-talet", Karl N. Alvar Nilsson, ISBN 91-86474-34-0.
14. ↑  ”Medlemsregister, 1941, Per Engdahls arkiv (volym 48-50, Riksarkivet)”. http://www.tobiashubinette.se/so.pdf. Läst 31 december 2017.